# Corinnoïdeus
Els corinnoïdeus (Corinnoidea) són una superfamília d'aranyes araneomorfes. Està constituïda per dues famílies d'aranyes amb vuit ulls:
- Corínnids (Corinnidae)
- Liocrànids (Liocranidae)